# どんといこうぜ!
『どんといこうぜ!』は、1969年1月6日から同年6月30日までTBS系列の『ブラザー劇場』枠で放送されていたテレビドラマである。全26話。大映テレビ室、TBS、博報堂の共同製作。

## あらすじ
3人の子を抱えた明るい性格の未亡人。そのもとへ下宿人として転がり込んできた男に、彼女は心引かれていく。

## キャスト
- 中村玉緒[1]
- 保積ぺぺ[1]
- なべおさみ[2]
- 中村鴈治郎

## スタッフ
- 脚本：佐々木守[1]、上原正三（木原光名義でも執筆）
- 監督：山際永三
- プロデューサー：橋本洋二
- 制作：大映テレビ室、TBS、博報堂

## 参考資料
- テレビドラマデータベース[どれ?]